# Zamek angielski
Zamek skałkowy typu angielskiego (doglock) był wariacją zamka niderlandzkiego, wyposażoną w zatrzask, umożliwiający ustawienie kurka w pozycji bezpiecznej. Stosowany w XVII wieku przez wojska brytyjskie oraz holenderskie, został zastąpiony na początku XVIII w. przez zamek francuski.

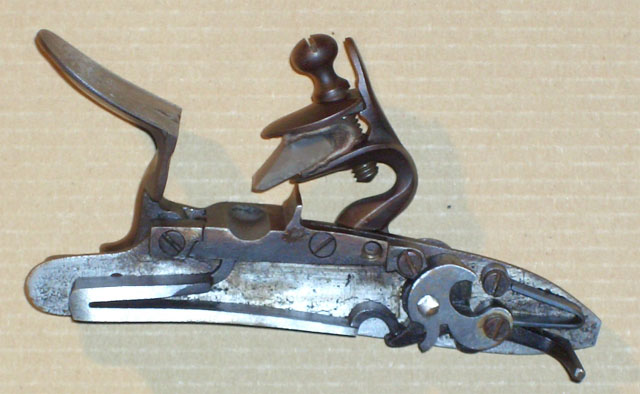
W prawym dolnym rogu widoczny zatrzask, zwany dogiem